# Маджестик (лайнер)
«Маджестик» (англ. Majestic) — третий и последний трансатлантический лайнер класса «Император», строившийся под именем «Бисмарк» для немецкой компании HAPAG. Не совершил ни единого рейса для HAPAG. Недостроенным был передан «Уайт Стар Лайн» в 1918 году и, получив имя «Маджестик», стал флагманом компании. До введения в эксплуатацию французской «Нормандии» был самым большим пассажирским лайнером в мире.

## Предпосылки к созданию

Спуск на воду

После того как в 1906 году «Кунард Лайн» спустила на воду «Лузитанию», а в 1912 году «Уайт Стар Лайн» — «Титаник», Германия осталась позади в гонке за «Голубую ленту Атлантики» и престиж на Североатлантическом пути. У компании HAPAG не было престижного судна с начала XX столетия. Управляющий директор компании Альберт Баллин хотел показать миру, что в Германии всё ещё могут строить роскошные суда. Он заказал верфи «Blohm & Voss» в Гамбурге постройку трёх больших океанских лайнеров тоннажем более 50 тыс. регистровых тонн. Первым из этих судов стал «Император» (52 226 регистровых тонн), который был спущен на воду в мае 1912 года. На момент его спуска на воду самым большим судном в мире был «Олимпик», но «Император» отобрал у него этот титул. В 1913 году был спущен «Фатерланд» тоннажем в 54 282 регистровых тонны, побив рекорд своего брата.
«Фатерланд» прослужил в HAPAG недолго. 28 июля 1914 года началась Первая мировая война, которая застала судно, когда оно стояло в порту Нью-Йорка после очередного рейса. Через 3 года после начала войны, в 1917 году, судно было реквизировано американским правительством.

## Война
Третье судно было решено назвать «Бисмарком», но к началу Первой мировой войны оно ещё не было закончено. Судно было спущено на воду 20 июня 1914 года, но вся работа над ним была приостановлена и неотделанный лайнер поставили на прикол в акватории верфи. В то время как «Фатерланд» играл важную роль в перевозке американских солдат, «Бисмарк» оставался не у дел, как, впрочем, и его собрат «Император», простоявший в Гамбурге до самого перемирия 11 ноября 1918 года. Германия была уверена, что выиграет войну, а император планировал отправиться на «Бисмарке» в триумфальный кругосветный круиз.
Германия проиграла войну. Все три гигантских судна Альберта Баллина были переданы Великобритании и Соединённым Штатам. «Император» отдали «Кунард Лайн» и переименовали в «Беренгарию», сделав её флагманом компании. «Фатерланд» достался американской судоходной компании «Юнайтед Стейтс Лайн» и был переименован в «Левиафан», также получив разряд флагмана. Незаконченный «Бисмарк», как замену затонувшему «Британнику», отдали «Уайт Стар Лайн».

## Британская служба

### Достройка

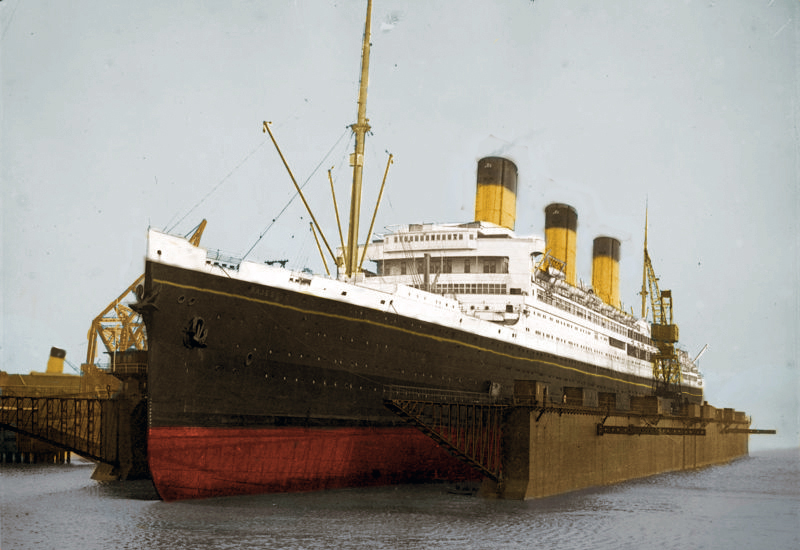
«Маджестик» в плавучем сухом доке

Недостроенный «Бисмарк» стоял на приколе в Германии. «Уайт Стар Лайн» потребовала, чтобы судно было достроено на верфи «Blohm и Voss», но под наблюдением людей из «Харланд энд Вулф». В 1920 году, во время завершения отделочных работ, на «Бисмарке» начался пожар. Огонь потушили, но повреждения оказались значительными. Великобритания подозревала саботаж со стороны немецких строителей, ведь они должны были отдать своё судно противнику. Однако работа продолжалась до 1922 года, когда судно было закончено.
Немецких корабелов злила сама мысль о том, что они строят корабль для победившего противника — Великобритании. Лайнер был построен с именем «Бисмарк» на носу и корме, и окрашен в цвета HAPAG. Каюта капитана на время строительства была переоборудована в гальюн. Однако чудо не произошло. 12 апреля 1922 года «Бисмарк» получил новое имя — «Маджестик» (буквально — «Величественный»). Его компаньонами стали «Олимпик» и другой немецкий лайнер — «Гомерик» (прежде «Колумб»).

### Первый рейс, карьера

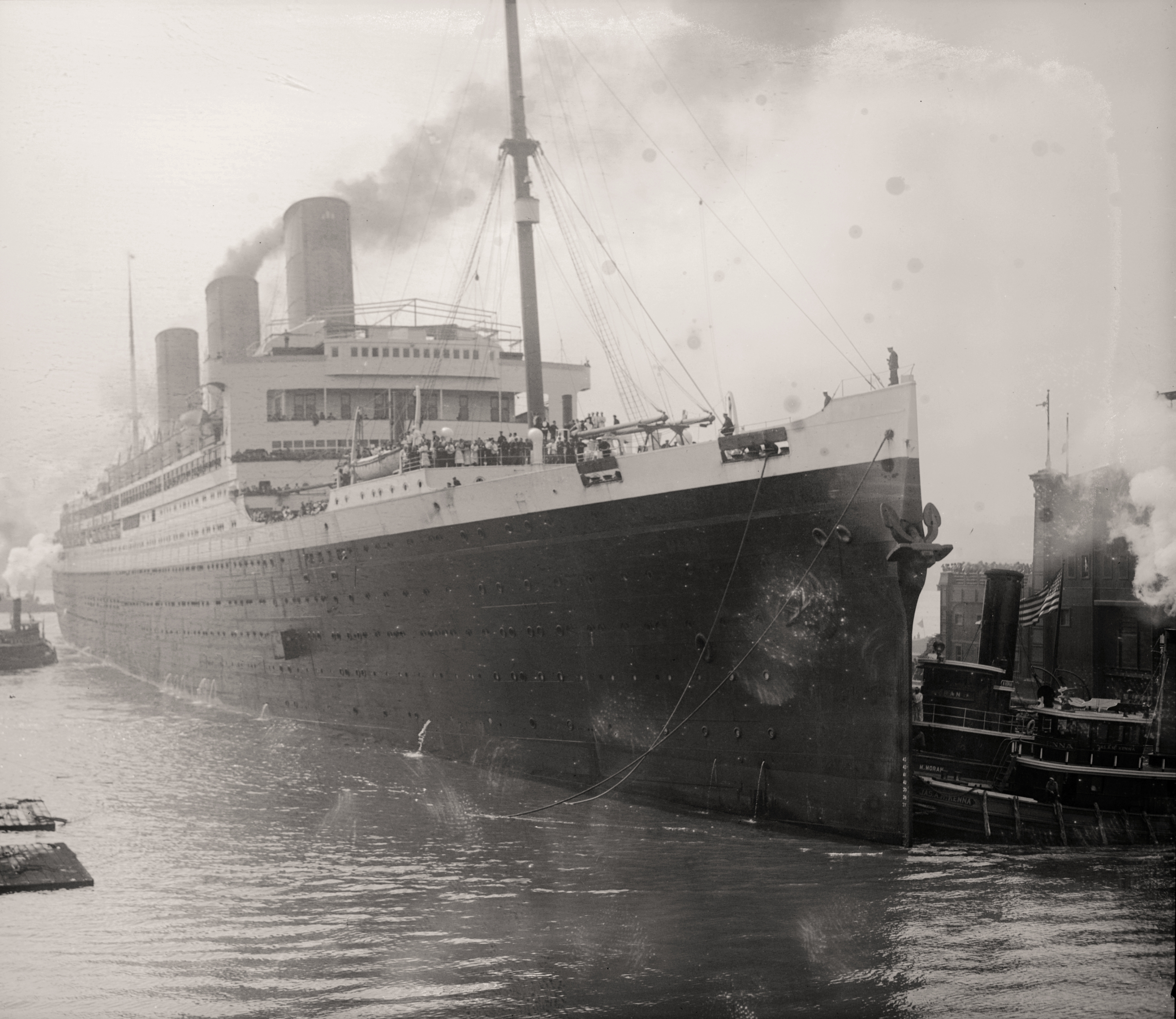
«Маджестик»

«Маджестик» в сухом доке

В пятницу, 12 мая 1922 года «Маджестик» отправился в свой первый рейс из Саутгемптона в Нью-Йорк. Его капитаном был коммодор «Уайт Стар Лайн» Бертрам Хейс, переведёный с «Олимпика». Судно великолепно выглядело с его тремя трубами и длинным чёрный корпусом. Легко можно было разглядеть сходство с лайнерами класса «Олимпик». Из трёх труб «Маджестика», только две были рабочими. Третья была вентиляционной. Когда «Маджестик» был передан «Уайт Стар Лайн», он стал новым флагманским судном компании. Так же, как и у «Олимпика», у «Маджестика» была открытая прогулочная палуба по всей длине надстройки.
В 1923 году «Маджестик» доказал свою быстроходность, пройдя Атлантику со средней скоростью в 24,75 узла. Это сделало его вторым самым быстрым пассажирским судном в мире после «Мавритании», развившей скорость в 26,06 узла. В том же году на борту «Маджестика» было перевезено 2625 пассажиров: самое высокое число пассажиров за всю историю «Уайт Стар Лайн».
В следующем году на корпусе появилась трещина, достаточно большая, чтобы отправить судно в Белфаст для ремонта. После ремонта лайнер продолжил работать, а в 1925 году он установил личный рекорд, перейдя через Атлантику со скоростью в 25 узлов.
На этом лайнере Атлантический океан пересёк поэт В. В. Маяковский, в результате чего судно попало в стихи под названием «Мажестик».
На лайнере Маджестик путешествовал Илья Ильф, что отражено в его «Записных книжках».
В 1928 году судно было отправлено в Бостон для остекления передней части прогулочной палубы. В конце февраля судно возобновило работу.

### После Биржевого краха
Год спустя, ситуация для пароходств была сомнительна. В 1929 году произошёл крах на Уолл-стрит. Никто не мог позволить себе дорогое пересечение Атлантики, таким образом Уайт Стар Лайн решила организовывать круизы из Галифакса и Нью-Йорка. Это принесло немного дополнительных денег для компании, но расцвет атлантических лайнеров был определённо закончен.
В 1934 году, в результате Депрессии, «Кунард Лайн» и «Уайт Стар Лайн» объединились в одну компанию. В новой компании, «Маджестик» заменил стареющую «Мавританию». В том же году он сел на мель в Кэлшоте, но сумел сойти с неё с приливом. В октябре, во время сильного шторма, мощная волна разбила окна мостика. Первый помощник и капитан Эдгар Дж. Трант были ранены. После этого инцидента капитан Трант ушёл в отставку.

## Конец карьеры
Когда французский лайнер «Нормандия» вошёл в состав флота в 1935 году, «Маджестик» больше не был самым большим судном в мире. Даже при том, что он был моложе чем «Беренгария» и «Аквитания», его сняли с линии до них, в 1936 году, и заменили британским 81 000-тонным конкурентом «Нормандии» «Куин Мэри». «Маджестик» совершил 207 успешных рейсов в Нью-Йорк, но прослужил лишь 14 лет. Доказательством большого износа судна был корпус, на котором постоянно появлялись трещины. 15 мая, он был продан за 115 тысяч фунтов стерлингов «Thos. W. Ward» на слом.
В июле «Маджестик» был спасён, хотя и Адмиралтейством. Они нуждались в нём, как в учебном судне, и после преобразования за 472 000 фунтов стерлингов «Thornycroft» в Саутгемптоне, которое включало удаление чёрных вершин труб, укорачивание мачт и демонтаж почти всех спасательных шлюпок, судно было передано Адмиралтейству. Всё ещё в цветах «Уайт Стар Лайн», судно было переименовано в «H.M.S. Каледония». В 1937 году судно покинуло Саутгемптон и направилось к своему новому дому в Росайт, Шотландия.
29 сентября 1939 года судно загорелось и затонуло. Оно было полностью разрушено, и в марте 1940 года его ещё раз продали «Thos. W. Ward» на слом. Они разобрали судно до ватерлинии и три года спустя остов третьего самого большего судна в мире отбуксировали к свалке.